# Phyllis Covell
Phyllis Covell (n. 22 mai 1895, Londra, Regatul Unit al Marii Britanii și Irlandei – d. 28 octombrie 1982, Heyshott⁠(d), Chichester⁠(d), Anglia, Regatul Unit) a fost o jucătoare de tenis britanică, medaliată olimpică. A participat la o ediție a Jocurilor Olimpice (1924) în care a câștigat o medalie de argint.

## Participări
Lista de mai jos prezintă principalele competiții la care a participat Phyllis Covell de-a lungul carierei.
- double dames de tennis aux Jeux olympiques d'été de 1924[*]